# Gle Leumo (berg i Indonesien, lat 4,93, long 95,39)
Gle Leumo är ett berg i Indonesien.   Det ligger i provinsen Aceh, i den västra delen av landet, 1 800 km nordväst om huvudstaden Jakarta. Toppen på Gle Leumo är 156 meter över havet.
Terrängen runt Gle Leumo är kuperad åt nordost, men västerut är den platt. Havet är nära Gle Leumo västerut. Runt Gle Leumo är det glesbefolkat, med 18 invånare per kvadratkilometer. Omgivningarna runt Gle Leumo är en mosaik av jordbruksmark och naturlig växtlighet.